# Tebogo Sembowa
Tebogo Sembowa (Francistown, 7 febbraio 1988) è un calciatore botswano, di ruolo attaccante.

## Carriera

### Club
Ha sempre giocato nel campionato di casa.

### Nazionale
Ha esordito in Nazionale nel 2012.